# Sisyrinchium convallium
Sisyrinchium convallium är en irisväxtart som beskrevs av Pierfelice Ravenna. Sisyrinchium convallium ingår i släktet gräsliljor, och familjen irisväxter. Inga underarter finns listade i Catalogue of Life.